# 亮生活
亮生活（英語：Bright Side）是由媒体发行商TheSoul Publishing运营的YouTube频道。 该频道上传瑣事、豆知識及历史和知识相關的视频。 截至2019年12月 ，它是世界上订阅量排名第29的 YouTube频道，拥有3360万订户和超过60亿观看次数。

## 历史
亮生活于2017年3月15日创建，上传有关历史，知识和生活秘訣视频的频道。 该频道着重于发布动画视频，其中包含有关事实和谜语的一般内容。亮生活被描述为“受欢迎的内容农场频道”。 
在制作记录了Barbieri 382天禁食的动画视频后，亮生活于2019年6月将Angus Barbieri的禁食带入YouTube引起了轰动。 该视频在上传后一周内获得了300,000多次观看。 
该频道由TheSoul Publishing运营，这是一家由俄罗斯开发商Pavel Radaev和Marat Mukhametov创立的塞浦路斯公司。 该公司还拥有“ 5分钟工艺品 ，光明面，5分钟工艺品儿童，5分钟工艺品少女，7秒谜语和5分钟魔术”频道。 该公司每月发布1,500个视频，“以10种语言操作40个Facebook页面，并拥有550名员工”。

## 争议
根据TheSoul Publishing的说法，他们的目标是创建“有趣且非政治性的内容，让全球无数的粉丝喜欢”。 但是，出版商被指控散布虚假新闻，尤其是有关俄罗斯政治的新闻 。 TheSoul Publishing创建了包含“包含错误信息的历史的亲俄罗斯版本”的内容。 社交媒体平台得出的结论是“其活动不违反其政策”。 

## 另请参阅
訂閱人數最多的YouTube頻道